# Silvinei Vasques
Silvinei Vasques (Ivaiporã, 1975) és membre de la Polícia Rodoviária Federal del Brasil, exercint-ne les funcions de director general des d'abril de 2021.

## Biografia
És graduat en ciències econòmiques per la Universitat Federal de Santa Catarina i dret per la Universitat de la Vall d'Itajaí, administració d'empreses per la Universitat Estatal de Santa Catarina i seguretat pública per la Unisul. Es va especialitzar en gestió organitzacional pel Centre Universitari de Maringá, va realitzar el mestrat en administració en la Universitat Europea de l'Atlàntic (Santander), i el doctorat en dret per la Universitat Catòlica de Santa Fé (Argentina). A més d'això, és especialitzat en grans operacions policials i va fer diversos cursos, com a l'Escola dels SWAT, als Estats Units.
Vasques forma part de la PRF des de 1995, on ha exercit diverses funcions de comandament, com la de superintendent en Santa Catarina, secretari municipal de seguretat pública en São José (sota l'administració d'Elias Fernando Melquíades, del Partit Social Liberal), i superintendent en Rio de Janeiro. L'agent posseeix enllaços amb el PSL de Santa Catarina, i és considerat una important veu bolsonarista dins de la PRF. Té relacions directes amb figures com el diputat estatal per Rio de Janeiro, Charlles Batista, el senador Flávio Bolsonaro, i amb l'ex-governador fluminense Wilson Witzel, de qui va obtenir la indicació per integrar el consell de l'Empresa d'Obres Públiques de l'Estat de Rio de Janeiro.
Els mitjans del país van remarcar que el govern Bolsonaro (2019-2022) va beneficiar la PRF en favor de la resta de forces de seguretat. Eduardo Aggio, ex-director de l'organització, va ser nomenat com a sotscap d'Anàlisi Governamental de la Casa Civil. També va rebre una injecció econòmica del govern federal per comprar software de rastreig, identificació i intercepció de números de telèfons mòbils, encara que el cos no tingui qualificació per realitzar aquesta mena d'investigacions.
En la seva gestió, la PRF es va veure immersa en diverses polèmiques, com la massacre de Vila Cruzeiro, la mort sota custòdia policial de Genivaldo de Jesus, les operacions policials en les eleccions de 2022 i les manifestacions insurgents contràries al resultat electoral.

## Processos administratius disciplinaris
A finals dels anys 90, va ser denunciat en el Ministeri Públic Federal per participar d'un esquema de cobrament de suborns per part d'empreses del servei de grua que actuaven en les autopistes catarinenses BR-101 i BR-280. El cas va prescriure sense arribar a ser jutjat. A més dels suborns, que podien arribar fins al 40% del valor dels serveis, Vasques havia amenaçat amb disparar un tret al cap una de les víctimes si no pagava.
L'any 2000, el policia va agredir un empleat d'una benzinera que treballava en la ciutat de Cristalina, a l'estat de Goiás. L'home s'havia negat a rentar els cotxes d'un grup de membres de la PRF, entre els que es trobava Silvinei, per considerar que aquest servei no formava part de les seves obligacions. Vasques va agredir llavors l'home, donant-li cops de puny a l'abdomen i en l'esquena del treballador, fins que uns companys de la víctima van intervenir per aturar-lo. L'home va presentar una denúncia i després de diversos processos, el policia va ser condemnat a pagar 71.142,83 R$.
Dels 8 processos disciplinaris oberts contra Vasques des de la seva incorporació a la PRF fins a l'any 2021, només en un va resultar sancionat. La institució va decretar la consideració de l'expedient del director com a informació classificada durant un període de 100 anys. Les sol·licituds per accedir a aquesta documentació, efectuades per mitjans de premsa d'acord a la vigent Llei d'Accés a la Informació, van ser rebutjades pel ministre Justícia i Seguretat Pública, Anderson Torres.

## Operacions policials en les eleccions generals en el Brasil en 2022

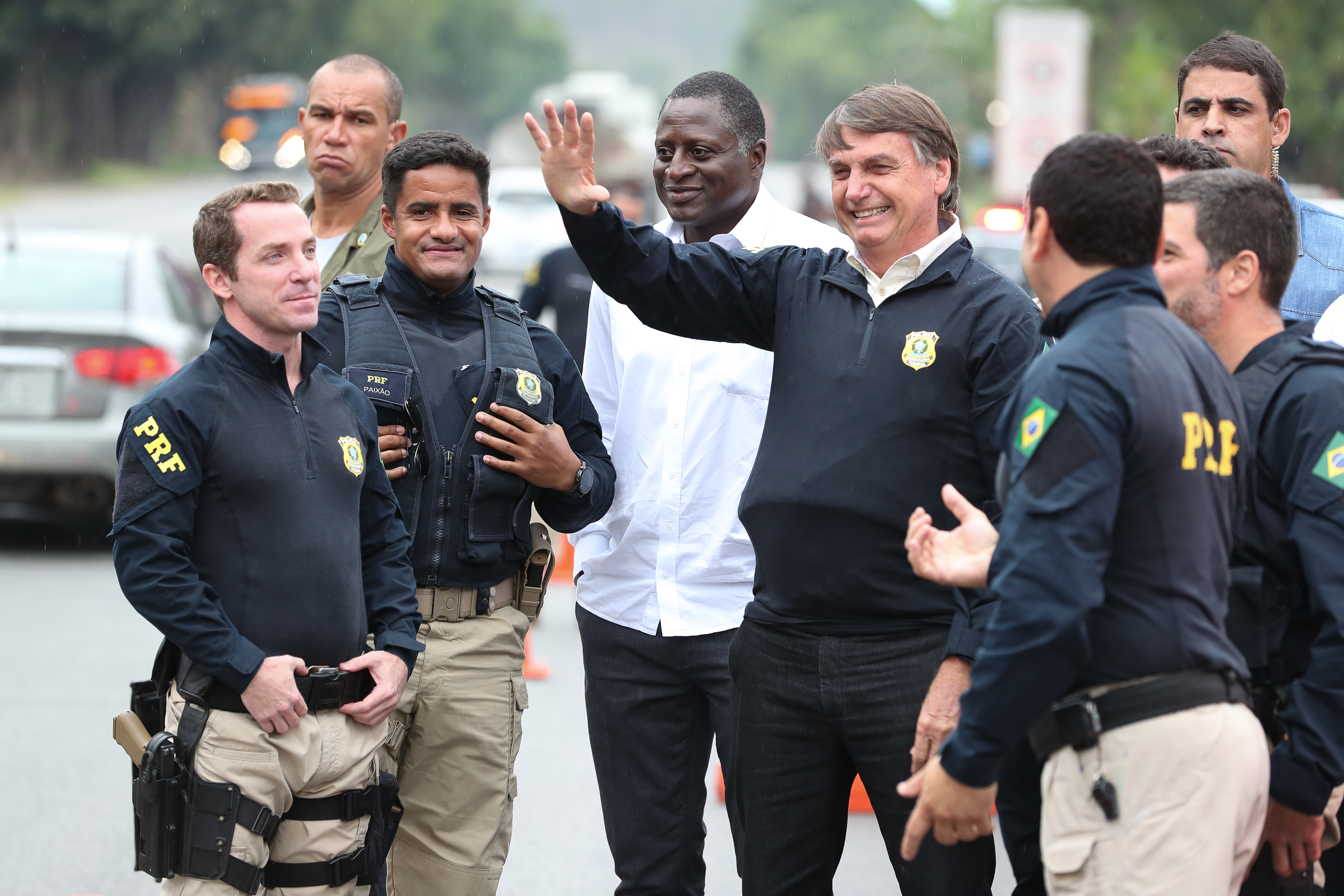
Membres de la Polícia Rodoviária Federal amb el president Jair Bolsonaro, 2020.

En 2022, Vasques va coordinar operacions policials el dia del segon torn de les eleccions generals (30 d'octubre), operació que amb antecedència havia estat prohibida pel Tribunal Superior Electoral. El director general va mantenir la intervenció policial, tot dirigint un comunicat a les superintendències de la PRF on rebutjava la decisió del TSE i afirmava que aquesta no suposava cap impediment a l'operació. La PRF va realitzar operacions de control de carreteres, mantingudes de manera desproporcionada en la regió nord-est del Brasil respecte a la resta del territori, amb l'objectiu explícit d'aturar vehicles de transport col·lectiu. L'operació havia estat planejada el 19 d'octubre, en una reunió entre el comité de campanya del president Jair Bolsonaro i membres de forces armades i policials, entre elles la PRF, representada per Vasques.
El mateix dia 30, el director general va fer publicacions en les seves xarxes socials en suport del candidat Jair Bolsonaro, al capdavall perdedor de les eleccions.
El dia 9 de novembre, Silvinei Vasques i el Ministre de Justícia Anderson Torres van ser convocats per comparèixer en la Cambra dels Diputats a petició del diputat federal Ivan Valente (PSOL-SP), i l'endemà Silvinei va passar a ser investigat per la Policia Federal a petició del Ministeri Público Federal per la seva actuació en les eleccions.

## Actuació en les manifestacions posteriors a les eleccions de 2022

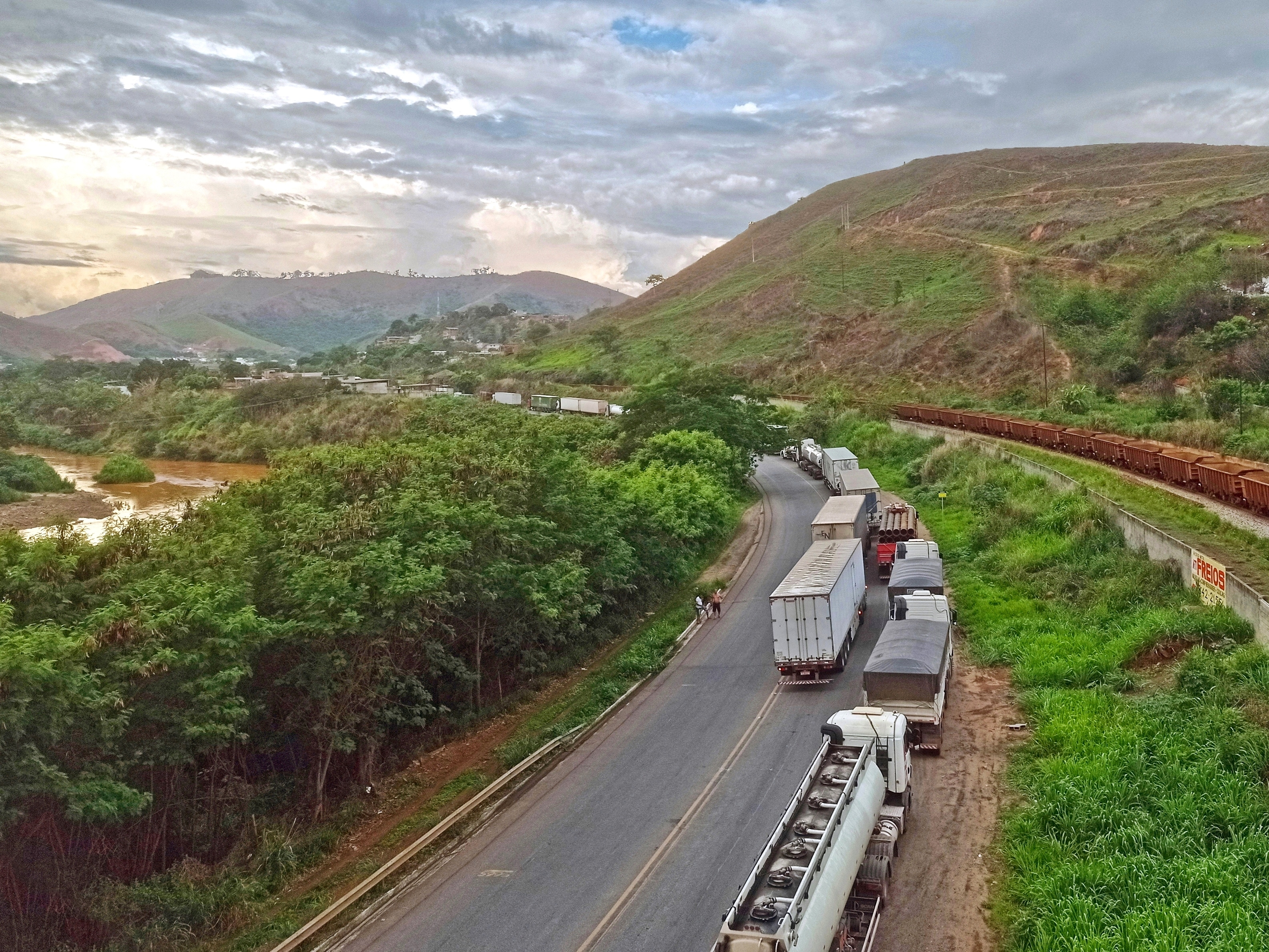
Carretera bloquejada per camioners a l'estat de Minas Gerais.

El dilluns 31 d'octubre, el dia després de les eleccions, es va organitzar arreu del país un seguit de manifestacions i protestes, que reclamaven l'anul·lació dels resultats electorals i la intervenció militar en el país. Hi van ressaltar les aturades provocades per camioners en carreteres de la pràctica totalitat del país –fins a 321 talls en les primeres 24 hores– que van causar centenars de quilòmetres de cues i greus afectacions en el trànsit i el transport de mercaderies.
El mateix dia 31, la PRF va publicar una nota en què afirmava haver «pres totes les mesures per tornar a la normalitat» i que prioritzaria el diàleg per garantir el dret a manifestar-se. Alguns mitjans van criticar l'aparent inacció de la PRF, tenint en compte que el dia anterior havien dut a terme operacions considerades il·legals en tot el país. També van ser difosos vídeos on la policia deia que no faria res amb el bloqueig o que tenien ordre d'acompanyar les manifestacions, sense intervenir.
El Suprem Tribunal Federal (STF) va ordenar que el PRF desbloquegés immediatament les carreteres, sota una pena de 100.000 reals per hora al director general Silvinei Vasques. El jutge Alexandre de Moraes va emetre dilluns, dia 31, una nota en la qual va instar la PRF a prendre «totes les mesures necessàries i suficients» per obrir les carreteres. L'escrit cita la postura desapareguda i inert» de Vasques. En l'ofici s'indica la possibilitat de cessament del director si aquest incompleix les instruccions. A més d'instar la PRF a actuar davant els talls, el president del Tribunal Superior Electoral exigia la col·laboració d'altres cossos de seguretat pública en el desbloqueig de les carreteres. Tot i això, van córrer vídeos d'oficials de la patrulla federal de carreteres aliant-se amb els manifestants i els diaris van denunciar el comportament lax del cos. La cúpula de la PRF va afirmar que no havia donat cap ordre de suport a la protesta i que obriria les pertinents investigacions per estudiar els casos d'insubordinació. Emperò, cap agent va ser apartat del servei.
El diumenge 6 de novembre, el director general del PRF, Silvinei Vasques, va admetre en una carta a l'STF que havia mobilitzat més agents per a les operacions policials desaprovades del 30 d'octubre (4.341 agents) que per al compliment de les ordres de desbloquejar les carreteres.el dilluns següent (2.830 agents).

## Acció contra la Viquipèdia
El 13 de novembre de 2022, la Directoria d'Intel·ligència de la PRF va enviar un ofici a l'enciclopèdia lliure Viquipèdia demanant l'exclusió de la pàgina sobre Silvinei Vasques i la identificació dels responsables per l'edició per l'«avaluació d'eventuals mesures a ser adoptades». El document afirma que va haver-hi «exposició indeguda» de la PRF i del seu «màxim dirigent».